# Jakobsdorf
Jakobsdorf est une commune allemande de l'arrondissement de Poméranie-Occidentale-Rügen, Land de Mecklembourg-Poméranie-Occidentale.

## Géographie

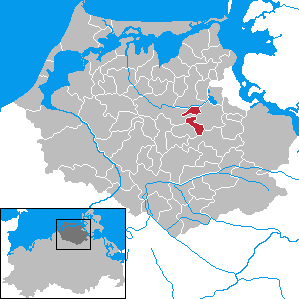
Jakobsdorf dans l'arrondissement de Poméranie-Occidentale-Rügen

Jakobsdorf se situe à environ 16 km au sud-ouest de Stralsund. La Bundesstraße 194 passe sur son territoire.
La commune est traversée par la Barthe.
La commune est composée des quartiers de Nienhagen, Grün Kordshagen, Berthke et Jakobsdorf. La municipalité est divisée en deux parties entre Nienhagen et Jakobsdorf, séparées par les communes de Velgast et de Steinhagen.